# Porquenca Mascle
Porquenca Mascle es un cultivar de higuera de tipo higo común Ficus carica, unífera (con una sola cosecha por temporada, los higos de otoño), con higos de epidermis con color de fondo verde amarillento, y con sobre color amarillo verdoso. Se cultiva en la colección de higueras de Montserrat Pons i Boscana en Llucmajor (España).

## Sinonimia
- “sin sinónimo”,[4][6][7]

## Historia
Actualmente la cultiva en su colección de higueras baleares Montserrat Pons i Boscana, rescatada de un ejemplar o higuera madre localizada en el predio de "son Barbut" en el término de Campos donde es conocida aunque poco cultivada. El esqueje fue prospectado por Miquel Lladó, gran conocedor del ámbito agrícola de Campos.
La variedad 'Porquenca Mascle' es originaria de Campos donde no es demasiado cultivada, y desconocida en otros lugares de la isla de Mallorca.

## Características
La higuera 'Porquenca Mascle' es una variedad unífera de tipo higo común de una sola cosecha. Árbol de vigorosidad elevada, y un buen desarrollo en terrenos favorables, copa redondeada de porte esparcido con ramas alargadas y follaje muy espeso, con nula emisión de rebrotes. Sus hojas son de 3 lóbulos en su mayoría, y de 1 lóbulo (15-20%). Sus hojas con dientes presentes márgenes dentados muy marcados, con pilosidad poco apreciable en el envés y con un ángulo peciolar variable agudo u obtuso. 'Porquenca Mascle' tiene un desprendimiento de higos mediano-alto, con un rendimiento productivo elevado y periodo de cosecha medio. La yema apical cónica de color verde amarillento.
Los frutos de la higuera 'Porquenca Mascle' son frutos de un tamaño de longitud x anchura:42 x 52mm, con forma urceolados, un poco aperados, vistosos y llamativos por la forma, puesto que presentan un cuello alargado muy particular, que se va estrechando a medida que se va uniendo con el pedúnculo, de forma, que ambos llegan a tener la misma anchura al final de la maduración, pero se vuelve asimétrico, y no queda nunca derecho. Los higos son de tamaño medio, sus frutos son simétricos en la forma, y uniformes en las dimensiones, con un bajo porcentaje de frutos aparejados y sin formaciones anormales, de unos 26,245 gramos en promedio, cuya epidermis es de grosor mediano, de textura medio áspera, de consistencia mediana, con color de fondo verde amarillento, y con sobre color amarillo verdoso. Ostiolo de 3 a 5 mm con escamas pequeñas rosadas. Pedúnculo de 2 a 3 mm cilíndrico verde oscuro. Grietas ausentes. Costillas poco marcadas. Con un ºBrix (grado de azúcar) de 14 de sabor soso poco dulce, con color de la pulpa rojo pálido. Con cavidad interna ausente o pequeña, con aquenios pequeños en tamaño y en poca cantidad. Los frutos maduran con un inicio de maduración de los higos sobre el 14 de agosto a 8 de septiembre. Cosecha con rendimiento productivo elevado, y periodo de cosecha prolongado.
Se usa en alimentación humana en seco, y también en alimentación de ganado porcino y ovino. Buena abscisión del pedúnculo, y poca facilidad de pelado. De consistencia mediana a fuerte son de mediana resistencia al transporte, resistentes a las lluvias, al agriado y bastante resistencia a la apertura del ostiolo. Muy sensibles al desprendimiento del árbol cuando madura.

## Cultivo
'Porquenca Mascle', se utiliza en alimentación humana en seco, y alimento para el ganado. Se está tratando de recuperar de ejemplares cultivados en la colección de higueras baleares de Montserrat Pons i Boscana en Llucmajor.